# Razionalità
Il termine razionalità, dal latino "ratio" (razio, cioè ragione, motivo, senso) indica la proprietà di quei princìpi o processi dotati di una logica consequenziale e stabilita a priori. Nel parlare quotidiano indica il comportarsi in maniera equilibrata.

## Origini filosofiche del concetto
La razionalità era originariamente intesa come la facoltà discorsiva di produrre inferenze logiche, cioè ragionamenti che, facendo uso di premesse iniziali per giungere a delle conclusioni, si serviva a loro volta di queste ultime come premesse per ulteriori conclusioni secondo il modello antico della geometria di Euclide. In particolare Aristotele ha ripreso questo metodo nello schema del suo sillogismo deduttivo.

## Uso economico del termine
Il termine razionalità è stato poi definito sistematicamente da Max Weber che distingue tra "razionalità in base al valore" (o Wertrational, determinata dalla volontà dell'attore di seguire un criterio valoriale che definisce il modo in cui operare) e "razionalità in base al fine" (o Zweckrational, determinata dalla volontà dell'attore di raggiungere specifici obiettivi).

### Razionalità strumentale
Nell'uso più comune prevale questa seconda accezione, detta anche la razionalità strumentale o economica, che negli studi di Rational Choice e Teoria dei giochi viene formalmente descritta in modelli logici e matematici: l'attore è dotato di preferenze riguardo a futuri stati del mondo, tali che da ciascuno egli trarrà un certo livello di utilità; allo stesso tempo l'attore conosce, o immagina, i possibili corsi d'azione da intraprendere e le conseguenze che essi avranno sulla probabilità dell'avverarsi di ciascuno di questi stati del mondo; incrociando tali corsi d'azione con le utilità attese dal loro dispiegarsi, l'attore sceglie di agire nel modo che massimizza la sua utilità attesa.

### Varianti
La difficoltà di applicare tale modello alla realtà, in cui raramente l'attore ha una visione completa e chiara delle conseguenze della sua azione, ha portato lo studioso statunitense Herbert Simon (Premio Nobel per l'economia) a introdurre il concetto di "razionalità limitata": per prevedere o comprendere l'azione di un individuo lo studioso deve valutare quali fossero le conoscenze, i valori, l'ambiente dell'attore al momento della decisione (le cosiddette "premesse decisionali"). Una seconda difficoltà di applicazione del modello della razionalità strumentale deriva dall'incapacità di molti attori di definire le proprie preferenze e di ordinarle in maniera univoca; tale situazione di incertezza radicale viene risolta dall'attore con l'adesione a comportamenti "istituzionalizzati", che rispondono a una razionalità tutta particolare, detta logica dell'appropriatezza.

## Uso sociologico del termine
Oltre che al comportamento dell'individuo, il concetto di razionalità può applicarsi al comportamento delle collettività e delle organizzazioni; elemento essenziale del modello burocratico (burocrazia), la razionalità dei processi decisionali nelle politiche pubbliche viene considerata in genere inapplicabile per gli stessi motivi, amplificati, per cui non trova rispondenza nell'agire individuale. In alternativa quindi al modello della razionalità strumentale, si sono elaborati in Scienza della politica i modelli di incrementalismo e di cestino dei rifiuti, che assegnano il ruolo di variabile determinante dell'azione, rispettivamente, all'aggiustamento reciproco tra gli attori e al caso.
La razionalità organizzativa degli individui può soffrire di una conoscenza imperfetta delle premesse decisionali, delle alternative di scelta, dei rapporti strumentali e degli obiettivi. In quest'ultimo caso Max Weber fa discendere dal principio dell'avalutatività il requisito metodologico per cui la scienza giudica l’efficienza  delle scelte rispetto alle finalità che si vogliono conseguire (Zweckrational ovvero idoneità allo scopo), senza toccare la scelta di queste finalità che discende da considerazioni meta-empiriche. Anche un filosofo etico-politico come Benedetto Croce ha sposato questa distinzione metodologica, affermando che l’onestà in politica non è altro che “la capacità politica”.